# Јужноекваторијална струја
Јужноекваторијална струја је назив за морске струје које настају у Атлантику, Индијском и Тихом океану. Начин постанка је исти, али их ипак треба разликовати.

## Атлантски океан
Јужнаоекваторијална атлантска струја настаје од Бенгуелске струје коју на око 16° јгш, захвата јужни пасат. Прелазећи преко Атлантика према западу, ка обалама Јужне Америке, уочавају се три система — јужни, централни и северни. У Гвинејском заливу креће се брзином од 1—2 km/h, али она расте према западу. Температура воде износи 22—25° С. Пред обалама Јужне Америке рачва се у два крака — северни, познат као Севернобразилска струја, који се креће ка Карибима утичући у Гујанску струју и јужни, познат као Бразилска струја, који пролази источном обалом Бразила ка југу. Ово је изразито топла морска струја.

## Тихи океан
Јужноекваторијална пацифичка струја настаје од вода хладне Хумболтове струје у близини западних обала Јужне Америке и тече ка западу између 5° јгш и 0° гш. Креће се брзином од око 2 км/ч, а температура јој је око 23 °C. У близини обала Нове Гвинеје рачва се у два правца - јужни прелази у Источноаустралијску струју, а северни храни воде Екваторијалне повратне струје.

## Индијски океан
Јужноекваторијална индијска струја се налази око 10° јужније од пацифичке и атлантске. Почиње од западних обала Аустралије захваљујући јужном пасату. Прелази ка западу преко Индијског океана, великом брзином и код Мадагаскара се рача у два крака — северни (Сомалијска струја током лета и Екваторијална повратна, током зиме) и јужни (Мозамбичка струја).